# Гортер, Герман
Герман Гортер (нидерл. Herman Gorter, 26 ноября 1864, Вормервер — 5 сентября 1927, Брюссель) — нидерландский поэт, участник социал-демократического, а затем левокоммунистического движения.

## Биография

### Образование и первые шаги в литературе
Герман получил классическое образование, изучал филологию в Амстердамском университете, а затем работал учителем в гимназии.
Представитель литературного движения «восьмидесятников» (Tachtigers), один из основателей журнала «De Nieuwe Gids» (1885—1943).
В 1885 году опубликовал своё первое произведение — поэму из 4381 строк «Май» (Mei), считающуюся провозвестником импрессионизма в голландской литературе. В сборнике стихов «Школа поэзии» (1897) отобразилось влияние натурфилософии Бенедикта Спинозы (чью «Этику» он перевёл с латыни на нидерландский и опубликовал в 1895 году), а также марксизма.

### Социалистическая деятельность

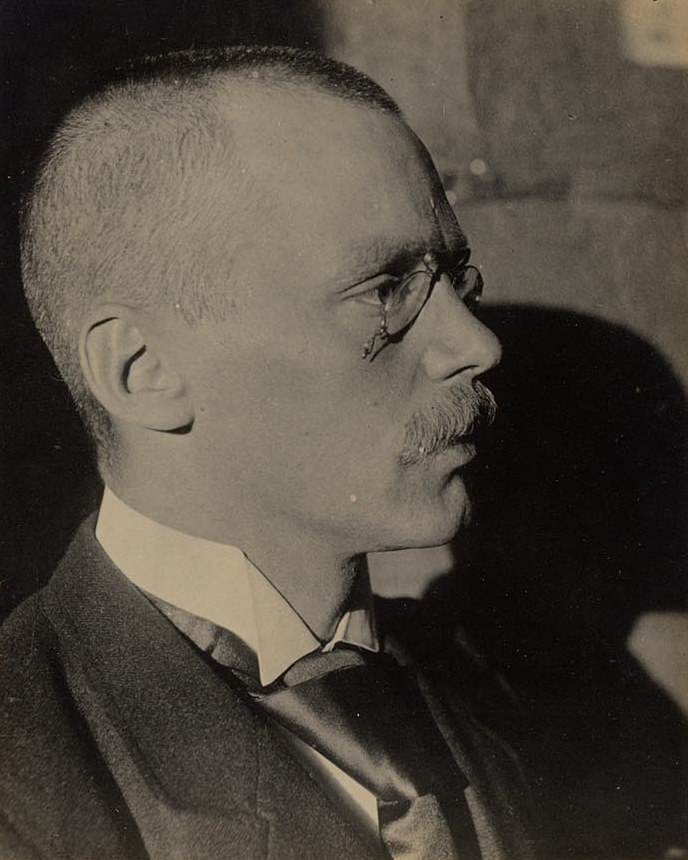
Гортер в 1892 году

Хотя социалистические симпатии были характерны и для других «восьмидесятников», а в редакцию «De Nieuwe Gids» вошли многие социал-демократы, включая критика Ф. ван дер Гуса, Гортер оказался самым политизированным из них всех. С 1895 года он занимался пропагандой социализма. В 1897 году вступил в Социал-демократическую рабочую партию Нидерландов. Его политические взгляды нашли отображение не только в большом числе политических брошюр, но и в ряде социалистических стихотворений, из которых особенно выделяется эпичная поэма «Пан», в которой автор ещё в 1912 году изобразил грядущую великую войну, за которой последовала социалистическая революция (он обновил её в 1915 году и издал новую версию в 1916 году).
С 1897 по 1907 год вместе с астрономом Антоном Панекуком и писательницей Генриеттой Роланд-Гольст руководил литературно-политическим журналом революционно-марксистского толка «De Nieuwe Tijd» («Новое время»), вступая во всё большую конфронтацию с партийной верхушкой СДРПН, особенно после забастовки железнодорожников 1903 года. А в 1907 году Гортер участвовал в основании еженедельника «Tribune», из-за чего их группу, критиковавшую реформистское руководство социал-демократов с леворадикальных позиций, называли трибунистами.
На партийном съезде в Девентере руководство СДРПН потребовало прекратить публикации в «De Tribune» под угрозой исключения его редакции из партийных рядов. После своего исключения из СДРПН редакторы издания, в том числе Гортер, в феврале 1909 года участвовали в создании новой Социал-демократической партии Нидерландов.

### К левому коммунизму
Герман Гортер, как и остальные трибунисты, поддерживавшие Циммервальдскую левую, занимал интернационалистскую позицию в годы Первой мировой войны, приветствовал Октябрьскую революцию 1917 года в России и поддерживал создание Третьего коммунистического Интернационала (март 1919 года). В ноябре 1918 года Герман Гортер и трибунисты принимал участие в создании Коммунистической партии Нидерландов (КПН) на базе Социал-демократической.
Более того, сам Гортер, в июне 1917 года перебравшийся на лечение в Швейцарию, вступил в прямой контакт с российскими революционерами и вступил в переписку с В. И. Лениным, которому в письме от 23 декабря 1917 года предложил посильную помощь. Два ответа Ленина прибыли в феврале 1918 года. В сентябре 1918 года Гортер просил совета в связи с неудачами социал-демократической партии; большевистский руководитель в ответ отправил экземпляр своего труда «Государство и революция», который Гортер взялся перевести.
В конце 1919 года в Коммунистической партии Германии произошёл раскол, и половина членов КПГ присоединилась к левой антипарламентской и антипрофсоюзной части, которая стала называть себя Коммунистической рабочей партией Германии (КРПГ). Одним из основателей и лидеров (в 1919—1921 годах) Коммунистической рабочей партии Германии (КРПГ) был голландец Герман Гортер.
На втором конгрессе Коминтерна была подготовлена массированная критика левых коммунистов Европы. Каждому делегату была вручена брошюра Ленина «Детская болезнь „левизны“ в коммунизме». В ответ Гортер написал брошюру «Открытое письмо товарищу Ленину» (1920), в которой критиковал методы построения Третьего Интернационала и брал под сомнение саму его конструкцию. Брошюра Гортера распространялась в 1921 году. В том же году появилась и стала распространяться в коммунистическом движении Европы брошюра члена ЦК КРПГ А. Детмана «Советское правительство и Третий Интернационал в хвосте мировой буржуазии».
Гортер и КРПГ критиковали Третий Интернационал с левокоммунистических позиций, заявляя о необходимости создания рабочих Советов и фабрично-заводских комитетов, как новой базы для революционных действий (коммунизм рабочих советов). Гортер был приглашён в Москву на Пленум Исполкома Коминтерна в ноябре 1920 года и был делегатом Третьего конгресса Коминтерна (1921) в составе делегации КРПГ, но их пути с большевизмом окончательно разошлись. В конце 1921 года Гортер уже призывал к Четвёртому, Коммунистическому рабочему интернационалу.

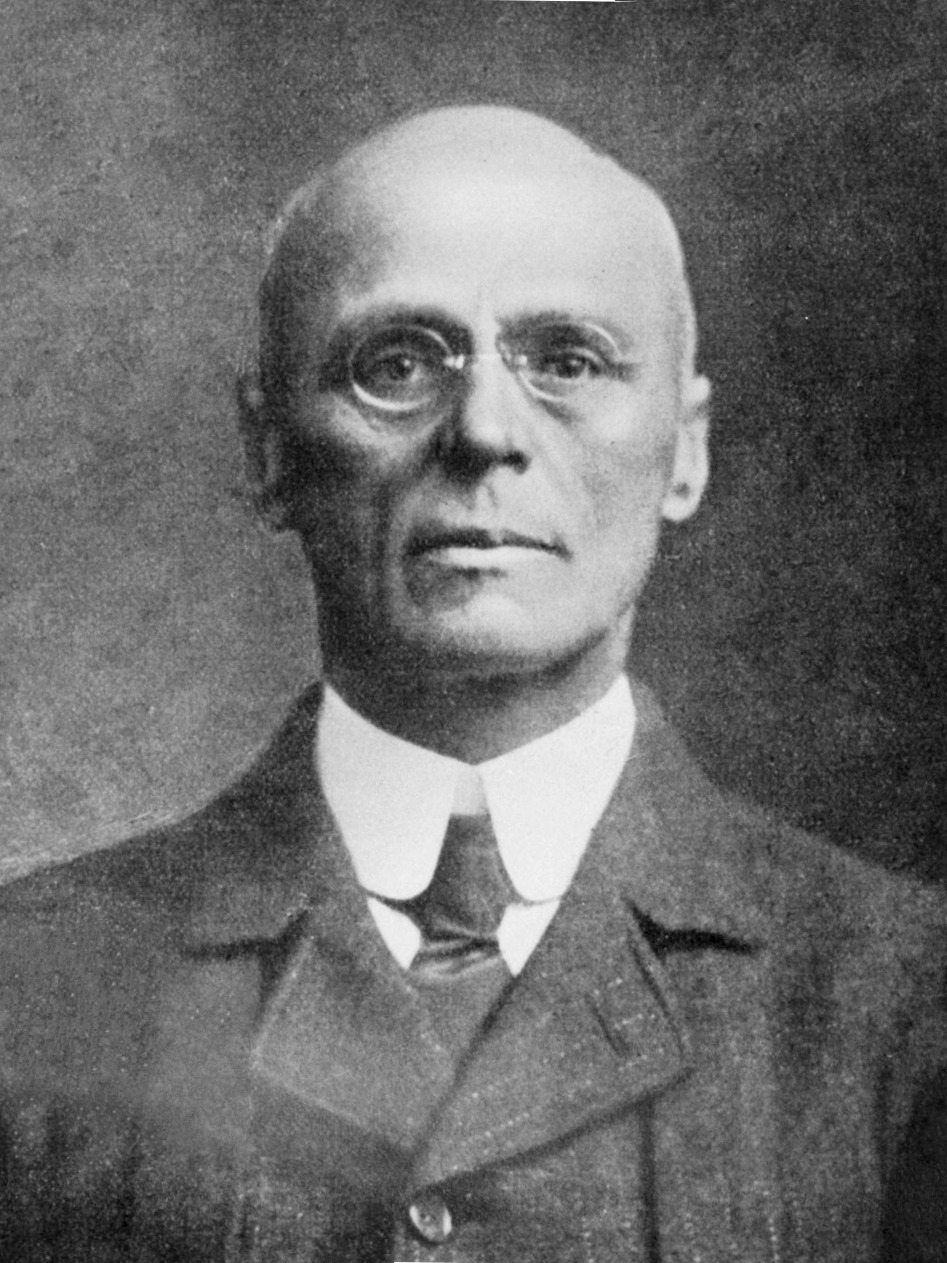
Гортер в 1926 году

В 1922 году Герман отошёл от политической деятельности.
Г. Гортер умер 5 сентября 1927 года в Брюсселе.

## Сочинения
- Гортер Г. Империализм, мировая война и социал-демократия. — М.: Государственное издательство, 1920. — 152 с.
- Гортер Г. Исторический материализм : Прил.: И. Степанов. Исторический материализм и современное естествознание. Марксизм и ленинизм. / Пер. и предисл. И. Степанова. — М.: Красная новь, 1924. — 170 с.